# 坂倉花
坂倉花（2004年4月3日— ）是日本的女性聲優，出生於埼玉縣。為StarRise旗下藝人。Liella!的成員。

## 經歷
一直以來是Love Live!系列的粉絲，2023年時參加了Love Live! Superstar!!第2期播放後發表的3期生一般公開徵選，並成功合格。
在同年6月11日，Liella!的生放送中亮相、以鬼塚冬毬這個角色出道同時加入成為Liella!3期生。
2025年6月10日，所屬事務所StarRise官網宣佈，由於健康因素及情緒問題和心理極度不安並休養而暫停活動。

## 人物
特技是鋼琴、劍道和書法，興趣是和貓玩耍、吃好吃的食物以及跆拳道，喜歡的食物是身魚片和蛋包飯。
開始聲優活動之前，曾學習幼兒保育。在YouTube頻道「保育士バンク!チャンネル」中挑戰體驗一日保育士。
有一位哥哥，認識出道作Love Live!系列的契機是因為兄長在玩的《Love Live! 學園偶像祭》。

## 出演
主要人物以粗體字顯示。

### 電視動畫
2024年
- Love Live! Superstar!!（鬼塚冬毬[8]）

### 遊戲
2023年
- Love Live! 學園偶像祭2 Miracle Live!（鬼塚冬毬）

### 直播節目
- 坂倉花のにゃんでもやります!(ニコニコチャンネルプラス、2023年-)[9]

## 外部連結
- 坂倉 花 - BANDAI NAMCO MUSIC LIVE
- 坂倉 花 Sakakura Sakura - StarRise

- 坂倉 花(さかくら さくら)的X（前Twitter）
- 坂倉 花(さかくら さくら)的Instagram帳戶